# The Night Paddy Murphy Died
"The Night Paddy Murphy Died" er en populær folkevise fra Newfoundland, der omhandler en mands død og hans venners ageren mens de gennemfører en tradionel irsk begravelsesfremvisning. Den bliver ofte tilskrevet Johnny Burke (1851–1930), en populær ballade-sangskriver fra St. John's. En af de tidligst kendte indspilninger af de irsk-amerikanske immigranter Flanagan Brothers, d. 25. oktober, 1926 i New York City til pladeselskabet Victor.
Sangen er blevet indspillet af en række musikere, der bl.a. tæller:
- Ryan's Fancy på deres album Newfoundland Drinking Songs (1973)
- Irish Brigade på deres album Are You Ready For This? (1991)
- Darby O'Gill på deres album Waitin' for a Ride (2002)
- Drunk & Disorderly på deres album Home By Way of the Gutter
- Great Big Sea på deres albums Play (1997) og Road Rage (2000)
- Fiddler's Green på deres album Drive Me Mad! (2007)
- Washington Square Harp and Shamrock Orchestra på deres album Since Maggie Dooley Learned the Hooley Hooley (2011)
- Paddy Murphy på deres album Dog's Dinner (2012)
- Mudmen på deres album Donegal Danny (2012)

Russell Crowe sang med på sangen i filmen State of Play (2009)